# Václav Hrubý (historik)
Václav Hrubý (9. října 1885 Hradec Králové – 15. ledna 1933 Brno) byl český historik, archivář a pedagog, zabývající se zejména paleografií a diplomatikou.

## Život
Pocházel z rodiny královéhradeckého metalurga Václava Hrubého a jeho manželky Boženy. Po absolutoriu gymnázia na Královských Vinohradech od školního roku 1904–1905 studoval na české Filosofické fakultě Karlo-Ferdinandovi univerzity v Praze, jak u historiků Gollovy školy, tak na něj měl vliv zejména Gustav Friedrich. Po dvou letech v Praze započal studium v Ústavu pro rakouský dějezpyt ve Vídni. Vzdělání ukončil v Praze 28. července roku 1913, kdy u prof. Vrby obhájil disertační práci Listiny biskupů pražských z let 1258 až 1343, což byla jeho rozšířená práce rigorózní.
V letech 1909–1922 pracoval v Archivu Národního muzea, od roku 1916 jako vedoucí. V letech 1921–1924 vyučoval na Státní archivní škole. V roce 1925 byl jmenován mimořádným profesorem pomocných věd historických na univerzitě v Brně, od roku 1928 řádným profesorem, a vyučoval tam až do své smrti.

## Dílo
Publikoval řadu důležitých drobnějších prací z širokého spektra témat. Jeho práce ovšem trpí tím, že mnoho projektů zůstalo pouze v torzovitém stavu (ať už kvůli příliš velkým cílům, nebo kvůli předčasné smrti). Jakožto vedoucí Československého státního historického ústavu vydavatelského se podílel na přípravě edice českých a moravských diplomatických regest RBM, ze které nakonec sešlo. Započal rozsáhlý podnik vydávání listin z Archivu České koruny, ale z mnohasvazkového projektu dokončil jen druhý svazek a z prvního vyšel posmrtně jen první sešit. Plánoval řadu úvodů do pomocných věd historických, nakonec zůstalo jen u Úvodu do archivní teorie i prakse (1930). Důležitá (ale též sporná) diplomatická práce byla vydána až posmrtně pod názvem Tři studie k české diplomatice (1936).